# Hinks Dorsum
L'Hinks Dorsum (indicato anche come Rahe Dorsum) è un dorsum presente sulla superficie dell'asteroide 433 Eros.
Si estende per 18 km nell'emisfero settentrionale, dal cratere Psyche al cratere Himeros, e rappresenta la striatura di maggiori dimensioni. Robinson e colleghi (2002) l'hanno interpretata come la manifestazione di una faglia compressiva molto estesa che troverebbe una prosecuzione nelle Callisto Fossae, nella parte opposta dell'asteroide. Greenberg (2008), invece, ritiene che sia possibile identificare parallelamente allo Hinks Dorsum una vena di roccia che costituirebbe un punto di forza nella struttura interna dell'asteroide, che potrebbe essersi originata nel corpo progenitore di Eros e successivamente mantenutasi, resistendo all'azione erosiva degli impatti. Tale struttura potrebbe essere all'origine della forma allungata dell'asteroide.
È stato così chiamato in onore dell'astronomo britannico Arthur Robert Hinks (1873-1945) che nel 1910 ha utilizzato Eros per misurare la parallasse solare.